# Schabestar
Schabestar (persisch شبستر) ist eine Stadt in der Provinz Ost-Aserbaidschan im Nordwesten Irans. Im Jahr 2006 hatte Schabestar hochgerechnet 123.888 Einwohner.